# Kanton Amiens-4 (Est)
Der Kanton Amiens-4 (Est) war von 1973 bis 2015 ein französischer Wahlkreis im Arrondissement Amiens, im Département Somme und in der Region Picardie; sein Hauptort war Amiens. Der Kanton lag im Mittel 32 m, zwischen 14 m und 106 m. Die höchste und die niedrigste Erhebung lagen jeweils in Amiens.

## Gemeinden
Der Kanton bestand aus zwei Gemeinden und einem Teil der Stadt Amiens (angegeben ist hier die Gesamteinwohnerzahl; im Kanton lebten etwa 13.700 Einwohner der Stadt):
| Gemeinde | Einwohner Jahr | Fläche km² | Bevölkerungsdichte | Code INSEE | Postleitzahl |
| -------- | -------------- | ---------- | ------------------ | ---------- | ------------ |
| Amiens   | 132.699 (2013) | –          | – Einw./km²        | 80021      | 80000        |
| Camon    | 4.383 (2013)   | 12,9       | 340 Einw./km²      | 80164      | 80450        |
| Longueau | 5.641 (2013)   | 3,42       | 1649 Einw./km²     | 80489      | 80330        |